# Патриляк, Иван Казимирович
Иван Казимирович Патриляк (2 декабря 1976, Киев) — украинский ученый, специалист по истории украинского национализма, доктор исторических наук, декан исторического факультета Киевского национального университета имени Тараса Шевченко (с декабря 2014).
Кандидат исторических наук (2001), доктор исторических наук (2013), директор музея истории Киевского университета (с октября 2002), профессор кафедры новейшей истории Украины.

## Биографические сведения
Окончил с отличием Киевский национальный университет имени Тараса Шевченко (1998), учился в аспирантуре (1998—2001) Киевского национального университета имени Тараса Шевченко, где досрочно подготовил и защитил кандидатскую диссертацию на тему «Деятельность Организации украинских националистов (бандеровцев) в 1940—1942 гг. (военный аспект)».
В университете работает с мая 2001 года на разных должностях: младший научный сотрудник научно-исследовательской части (2001), научный сотрудник научно-исследовательской части (2002—2003), директор музея истории Киевского университета (с октября 2002), ассистент кафедры археологии и музееведения (2003—2005), ассистент кафедры новейшей истории Украины (с августа 2005), доцент кафедры новейшей истории Украины (с июля 2006). Член ученого Совета исторического факультета.
Основная проблематика научных исследований связана с историей украинского национализма и национально-освободительного движения 20-50-х гг. XX века.
Автор и соавтор 81 научной и учебно-методической работы.
Читает нормативные курсы «История Украины», «История Киевского университета», специальный курс «Идеология и практика украинского национализма», проводит семинарские занятия по курсам «Новейшая история Украины», «История культуры», «История украинского конституционализма».
В марте 2017 года подписал письмо против создания Мемориального центра Холокоста «Бабий Яр».
Женат, воспитывает двух дочерей — Ярославу (2002 г.) и Мирославу (2004 г.)

## Критика
Профессор истории Лундского университета и специалист по истории белорусского и украинского национализма Пер Рудлинг в польских СМИ подверг резкой критике информацию из книги Ивана Патриляка «Победа или смерть! Украинское освободительное движение в 1939—1960 годах». Историк отметил:

В книге Патриляка 2012 года нет ссылок, и не показывается, что информация была проверена. Его странное утверждение, что постоянно плохо вооруженные подразделения ОУН-УПА убили 12 427 немецких оккупантов, при собственных потерях 2 251 человек, является очень малоправдоподобным.
Пер Рудлинг также отметил, что источник данных для Патриляка — книга Александра Денищука, человека без исторического образования, спонсированная руководителем «Свободы» Олегом Тягнибоком и содержащая цифры, не подтверждённые немецкими архивами.
Алексей Мартынов считает Ивана Патриляка создателем ревизионистской литературы и как один из примеров приводит цитату И. Патриляка, напечатанную в издании «Україна модерна»

Как бы жестоко это ни звучало, но смерть одного бойца УПА или подпольщика ОУН принесла для дела освобождения Украины намного больше, чем миллионные жертвы украинцев Красной Армии, десятки тысяч смертей украинцев, павших в польских, чешских, словацких, румынских, венгерских, французских, канадских, американских, новозеландских, британских вооружённых формированиях, или почти десять тысяч павших дивизионщиков под Бродами.
Оригинальный текст (укр.)Як би жорстоко це не звучало, але смерть одного бійця УПА чи підпільника ОУН принесла для справи визволення України набагато більше, ніж мільйонні жертви українців Червоної армії, десятки тисяч смертей українців, які полягли в польських, чеських, словацьких, румунських, угорських, французьких, канадських, американських, новозеландських, британських збройних формуваннях, чи майже десять тисяч полеглих дивізійників під Бродами.</ref>
— Україна модерна, 2008, № 13.
Упоминается историком Марком Солонином, как недобросовестный исследователь отношений между евреями и арабами в 1920-х—1930-х годах в подмандатной Палестине.

## Публикации
Сборники документов
- «Материалы и документы по истории Службы Безопасности ОУН(Б) в 1940-х гг.» — Киев: 2003.
- «Организация украинских националистов в 1941 г.» — Киев: 2006.
- «Организация украинских националистов в 1942 г.» — Киев: 2006.

Монографии
- «Военная деятельность ОУН(Б) в 1940—1942 гг.» — Киев: 2004.
- «Организация Украинских националистов и Украинская Повстанческая Армия». — Киев: 2005.
- Слюсаренко Анатолий Игнатьевич, Патриляк Иван Казимирович, Боровик Николай Андреевич. Украина в годы Второй мировой войны (недоступная ссылка): учеб. пособ. для студ. гуманит. спец. висш. учеб. зав. / Киевский национальный ун-т им. Тараса Шевченко. Исторический факультет. Кафедра новейшей истории Украины — Киев: 2009. — 447 с. — Библиогр.: с. 426—446. — ISBN 978-966-2213-13-3.

Статьи
- «Украинский вопрос» накануне Второй мировой войны 28.08.2013
- Сотрудничество польского населения Волыни с немецкой оккупационной администрацией как фактор в украинско — польском конфликте Архивная копия от 29 ноября 2014 на Wayback Machine // Волынская трагедия: через историю к согласию: материалы Всеукр. наук. конф., м. Луцк, 19-20 июня 2013 г. / сост. А. Шваб. — Луцк : Восточноевропейский национальный университет имени Леси Украинки, 2013. — С. 70-78 Архивная копия от 29 ноября 2014 на Wayback Machine